# Bitwa morska w Zatoce Naulochus
Bitwa morska w Zatoce Naulochus (Naulochos) – starcie zbrojne, które miało miejsce w roku 36 p.n.e. w trakcie wojny Oktawiana z Sekstusem Pompejuszem (38–36 p.n.e.). W jej wyniku flota Oktawiana dowodzona przez Marka Wipsaniusza Agrypę rozbiła flotę Sekstusa Pompejusza.
Sekstus Pompejusz był ostatnim znaczniejszym przeciwnikiem militarnym II triumwiratu, utworzonego po śmierci Cezara przez Oktawiana, Marka Antoniusza oraz Marka Emiliusza Lepidusa. Kontrolował on Sycylię i uniemożliwiał swojemu przeciwnikowi dostawy ziarna do Rzymu.
W roku 38 p.n.e. doszło do zawarcia chwilowego porozumienia pomiędzy triumwirami a Pompejuszem. Ten ostatni nie zrezygnował jednak z blokady. Wówczas to w roku 36 p.n.e. Agrypa na czele swojej floty skierował się przeciwko niemu, po czym pokonał go w bitwie morskiej pod Mylae, a następnie w rozstrzygającej bitwie w Zatoce Naulochus. Sekstus Pompejusz zebrał całą flotę przy północno-zachodnim wybrzeżu Sycylii. Do starcia doszło 3 września 36 p.n.e. i w jego wyniku Sekstus Pompejusz utracił praktycznie całą flotę i możliwość kontynuowania wojny. Uciekł z 17 okrętami na wschód, a 8 jego legionów przeszło na stronę Lepidusa, reszta trafiła do Oktawiana.
To ostatnie zwycięstwo wzmocniło politycznie Oktawiana w kręgu triumwirów, któremu udało się jeszcze wyłączyć z polityki Lepidusa. W tej sytuacji jego jedynym przeciwnikiem w walce o władzę pozostał Antoniusz.